# Serie A1 i volleyboll 2010–2011 (damer)
Serie A1 2010-2011 i volleyboll för damer utspelade sig mellan 28 september 2010 och 6 juni 2011. Det var den 66:e upplagan av turneringen, som utser de italienska mästarna och tolv klubblag deltog. Volley Bergamo blev mästare för åttonde gången genom att besegra Gruppo Sportivo Oratorio Pallavolo Femminile Villa Cortese i finalen. River Volley och Pallavolo Villanterio åkte ur serien.

## Regelverk

### Format
- Tävlingen bestod av en grundserie, där alla möte alla, både hemma och borta och ett slutspel i cupformat.
- De tio första lagen i serien genomförde sedan en slutspelscup. 
  - Lagen på plats 7-10 i serien spelade åttondelsfinaler, medan övriga lag gick in på kvartsfinalnivå. Åttondelsfinalerna genomfördes i form av hemma- och bortamatch. Om lagen vann lika många sätt avgjordes mötet med ett golden set.
  - Åttondelsfinalerna och kvartsfinalerna spelades i bäst av tre matcher. Semifinalerna och finalen spelades i bäst av fem matcher.
- De tvåa sista lagen i serien flyttades ner till Serie A2

### Rankningskriterier
Om slutresultatet blev 3-0 eller 3-1 tilldelades 3 poäng till det vinnande laget och 0 till det förlorande laget, om slutresultatet blev 3-2 tilldelades 2 poäng till det vinnande laget och 1 till det förlorande laget. 
Rankningsordningen i serien definierades utifrån:
- Poäng
- Antal vunna matcher
- Kvot vunna / förlorade set
- Kvot vunna / förlorade poäng.

## Deltagande lag
Nyuppflyttade från  Serie A2 var Aprilia Volley (vinnare av grundserien) och Universal Volley Modena (vinnare av uppflyttningsspelet). Två lag som var kvalificerade deltog inte: Giannino Pieralisi Volley (vars plats togs över av Spes Volley Conegliano) samt Aprilia (som misskött sin ekonomi och vars plats togs av River Volley).
| Klubb                                                      | Stad              | Hemmaplan              | Föregående säsong                             |
| ---------------------------------------------------------- | ----------------- | ---------------------- | --------------------------------------------- |
| Asystel Volley                                             | Novara            | PalaTerdoppio          | 8:a i Serie A1; kvartsfinal i slutspelet      |
| Volley Bergamo                                             | Bergamo           | Palazzetto dello sport | 3:a i Serie A1; semifinal i slutspelet        |
| Futura Volley Busto Arsizio                                | Busto Arsizio     | PalaPiantanida         | 7:a i Serie A1; åttondelsfinal i slutspelet   |
| Florens Volley Castellana Grotte                           | Castellana Grotte | PalaGrotte             | 9:a i Serie A1; åttondelsfinal i slutspelet   |
| River Volley                                               | Piacenza          | PalaFranzanti          | 11:a i Serie A1                               |
| Robur Tiboni Volley Urbino                                 | Urbino            | PalaMondolce           | 5:a i Serie A1; kvartsfinal i slutspelet      |
| Robursport Volley Pesaro                                   | Pesaro            | PalaCampanara          | 1:a i Serie A1; italiensk mästare             |
| Pallavolo Sirio Perugia                                    | Perugia           | PalaEvangelisti        | 6:a i Serie A1; kvartsfinal i slutspelet      |
| Spes Volley Conegliano                                     | Conegliano        | Zoppas Arena           | 12:a i Serie A1                               |
| Universal Volley Modena                                    | Modena            | PalaPanini             | 4:a i Serie A2; vinnare i uppflyttningsspelet |
| Gruppo Sportivo Oratorio Pallavolo Femminile Villa Cortese | Villa Cortese     | PalaBorsani            | 2:a i Serie A1; final i slutspelet            |
| Pallavolo Villanterio                                      | Pavia             | PalaRavizza            | 10:a i Serie A1; kvartsfinal i slutspelet     |

## Turneringen

### Grundserien

#### Resultat
| Första omgången |                                     |     |                                   |
|                 |                                     |     |                                   |
| 27-11           | Robursport Pesaro - Villanterio     | 3-1 | 22-25, 25-12, 25-20, 26-24        |
| 28-11           | Villa Cortese - Robur Tiboni Urbino | 3-1 | 25-17, 25-21, 22-25, 25-20        |
| 28-11           | Spes Conegliano - Bergamo           | 3-2 | 25-19, 20-25, 25-23, 23-25, 15-12 |
| 28-11           | Universal Modena - Sirio Perugia    | 3-0 | 25-23, 25-18, 25-18               |
| 28-11           | Castellana Grotte - Busto Arsizio   | 0-3 | 16-25, 17-25, 19-25               |
| 28-11           | Asystel - River                     | 2-3 | 22-25, 25-22, 25-11, 21-25, 8-15  |

| Andra omgången |                                   |     |                                   |
|                |                                   |     |                                   |
| 05-12          | River - Villa Cortese             | 1-3 | 25-23, 18-25, 20-25, 17-25        |
| 04-12          | Robur Tiboni Urbino - Asystel     | 3-2 | 22-25, 21-25, 25-20, 25-17, 15-10 |
| 05-12          | Villanterio - Spes Conegliano     | 1-3 | 12-25, 25-23, 20-25, 13-25        |
| 05-12          | Bergamo - Universal Modena        | 0-3 | 16-25, 18-25, 21-25               |
| 05-12          | Sirio Perugia - Castellana Grotte | 3-0 | 25-23, 25-23, 25-17               |
| 05-12          | Busto Arsizio - Robursport Pesaro | 0-3 | 20-25, 21-25, 19-25               |

| Tredje omgången |                                       |     |                                   |
|                 |                                       |     |                                   |
| 11-12           | Robursport Pesaro - Bergamo           | 2-3 | 25-21, 22-25, 25-22, 14-25, 12-15 |
| 12-12           | Villa Cortese - Sirio Perugia         | 3-1 | 21-25, 25-14, 25-17, 25-11        |
| 12-12           | Villanterio - Asystel                 | 1-3 | 25-19, 24-26, 24-26, 20-25        |
| 12-12           | River - Busto Arsizio                 | 1-3 | 17-25, 25-22, 19-25, 19-25        |
| 11-12           | Spes Conegliano - Robur Tiboni Urbino | 3-1 | 25-23, 25-19, 15-25, 25-15        |
| 11-12           | Universal Modena - Castellana Grotte  | 1-3 | 22-25, 17-25, 25-23, 28-30        |

| Fjärde omgången |                                        |     |                                   |
|                 |                                        |     |                                   |
| 29-12           | Bergamo - River                        | 3-0 | 25-14, 25-23, 25-20               |
| 19-12           | Asystel - Villa Cortese                | 1-3 | 32-30, 20-25, 19-25, 22-25        |
| 19-12           | Castellana Grotte - Robursport Pesaro  | 3-2 | 25-16, 26-28, 25-18, 19-25, 15-11 |
| 18-12           | Sirio Perugia - Villanterio            | 3-1 | 28-26, 23-25, 25-21, 25-16        |
| 19-12           | Busto Arsizio - Spes Conegliano        | 3-0 | 25-23, 25-16, 25-16               |
| 19-12           | Robur Tiboni Urbino - Universal Modena | 3-0 | 30-28, 25-19, 25-18               |

| Femte omgången |                                         |     |                            |
|                |                                         |     |                            |
| 26-12          | Robursport Pesaro - Robur Tiboni Urbino | 3-0 | 25-23, 25-22, 25-22        |
| 26-12          | Villa Cortese - Castellana Grotte       | 1-3 | 25-19, 24-26, 24-26, 21-25 |
| 26-12          | Villanterio - Bergamo                   | 1-3 | 19-25, 25-21, 15-25, 20-25 |
| 26-12          | Spes Conegliano - Asystel               | 3-1 | 25-20, 25-22, 12-25, 25-20 |
| 21-12          | River - Sirio Perugia                   | 3-0 | 25-19, 25-19, 26-24        |
| 26-12          | Universal Modena - Busto Arsizio        | 0-3 | 16-25, 17-25, 11-25        |

| Sjätte omgången |                                     |     |                                   |
|                 |                                     |     |                                   |
| 09-01           | Sirio Perugia - Bergamo             | 2-3 | 15-25, 25-19, 16-25, 25-16, 11-15 |
| 08-01           | Universal Modena - Villa Cortese    | 2-3 | 19-25, 23-25, 25-20, 29-27, 12-15 |
| 09-01           | Asystel - Robursport Pesaro         | 3-0 | 25-20, 25-17, 25-22               |
| 09-01           | Busto Arsizio - Villanterio         | 3-1 | 25-21, 21-25, 25-18, 25-15        |
| 09-01           | Robur Tiboni Urbino - River         | 3-0 | 25-13, 25-19, 25-18               |
| 08-01           | Castellana Grotte - Spes Conegliano | 2-3 | 23-25, 25-23, 25-17, 22-25, 10-15 |

| Sjunde omgången |                                    |     |                            |
|                 |                                    |     |                            |
| 16-01           | Bergamo - Villa Cortese            | 3-0 | 25-18, 26-24, 25-23        |
| 16-01           | Spes Conegliano - Universal Modena | 3-1 | 25-23, 19-25, 25-20, 26-24 |
| 15-01           | Busto Arsizio - Asystel            | 0-3 | 22-25, 11-25, 28-30        |
| 16-01           | Robursport Pesaro - Sirio Perugia  | 3-0 | 27-25, 25-20, 25-21        |
| 16-01           | Villanterio - Robur Tiboni Urbino  | 1-3 | 18-25, 20-25, 25-21, 11-25 |
| 16-01           | River - Castellana Grotte          | 3-1 | 30-28, 16-25, 25-16, 25-20 |

| Åttonde omgången |                                     |     |                                   |
|                  |                                     |     |                                   |
| 23-01            | Villa Cortese - Robursport Pesaro   | 1-3 | 25-23, 19-25, 15-25, 23-25        |
| 23-01            | Spes Conegliano - River             | 3-1 | 23-25, 25-18, 25-22, 25-20        |
| 23-01            | Universal Modena - Villanterio      | 3-2 | 25-13, 18-25, 21-25, 25-21, 15-10 |
| 23-01            | Castellana Grotte - Bergamo         | 3-2 | 23-25, 25-21, 25-19, 28-30, 21-19 |
| 23-01            | Asystel - Sirio Perugia             | 3-0 | 25-20, 25-18, 25-19               |
| 22-01            | Robur Tiboni Urbino - Busto Arsizio | 3-2 | 25-20, 25-17, 18-25, 21-25, 15-13 |

| Nionde omgången |                                         |     |                                   |
|                 |                                         |     |                                   |
| 29-01           | Castellana Grotte - Robur Tiboni Urbino | 0-3 | 21-25, 18-25, 19-25               |
| 30-01           | River - Villanterio                     | 3-0 | 25-18, 25-18, 25-16               |
| 30-01           | Robursport Pesaro - Universal Modena    | 3-0 | 25-20, 25-21, 25-19               |
| 30-01           | Bergamo - Asystel                       | 3-0 | 25-23, 25-21, 25-17               |
| 30-01           | Villa Cortese - Busto Arsizio           | 3-2 | 25-20, 26-28, 25-23, 21-25, 15-11 |
| 31-01           | Sirio Perugia - Spes Conegliano         | 1-3 | 20-25, 25-20, 20-25, 17-25        |

| Tionde omgången |                                     |     |                                   |
|                 |                                     |     |                                   |
| 06-02           | Villanterio - Villa Cortese         | 3-1 | 25-18, 17-25, 25-16, 25-21        |
| 06-02           | Robur Tiboni Urbino - Bergamo       | 3-1 | 25-19, 25-21, 22-25, 25-22        |
| 05-02           | Asystel - Castellana Grotte         | 3-1 | 25-20, 25-21, 23-25, 27-25        |
| 06-02           | Spes Conegliano - Robursport Pesaro | 0-3 | 22-25, 23-25, 22-25               |
| 06-02           | Busto Arsizio - Sirio Perugia       | 3-0 | 25-21, 26-24, 25-11               |
| 05-02           | River - Universal Modena            | 3-2 | 25-21, 18-25, 19-25, 25-21, 15-13 |

| Elfte omgången |                                     |     |                                   |
|                |                                     |     |                                   |
| 13-02          | Robursport Pesaro - River           | 2-3 | 29-27, 21-25, 23-25, 25-21, 10-15 |
| 12-02          | Villa Cortese - Spes Conegliano     | 3-0 | 25-21, 25-16, 25-19               |
| 13-02          | Busto Arsizio - Bergamo             | 0-3 | 25-27, 26-28, 23-25               |
| 14-02          | Sirio Perugia - Robur Tiboni Urbino | 2-3 | 25-22, 25-21, 20-25, 17-25, 13-15 |
| 13-02          | Universal Modena - Asystel          | 1-3 | 23-25, 17-25, 25-21, 23-25        |
| 13-02          | Castellana Grotte - Villanterio     | 3-1 | 25-18, 14-25, 25-15, 25-21        |

| Tolfte omgången |                                     |     |                                  |
|                 |                                     |     |                                  |
| 20-02           | Villanterio - Robursport Pesaro     | 0-3 | 20-25, 19-25, 20-25              |
| 20-02           | Robur Tiboni Urbino - Villa Cortese | 1-3 | 19-25, 25-13, 24-26, 24-26       |
| 19-02           | Bergamo - Spes Conegliano           | 3-1 | 25-21, 25-14, 22-25, 25-18       |
| 19-02           | Sirio Perugia - Universal Modena    | 0-3 | 16-25, 15-25, 16-25              |
| 20-02           | Busto Arsizio - Castellana Grotte   | 3-2 | 19-25, 25-23, 25-15, 22-25, 15-7 |
| 20-02           | River - Asystel                     | 0-3 | 20-25, 16-25, 20-25              |

| Trettonde omgången |                                   |     |                                  |
|                    |                                   |     |                                  |
| 27-02              | Villa Cortese - River             | 3-1 | 25-22, 17-25, 25-22, 25-20       |
| 27-02              | Asystel - Robur Tiboni Urbino     | 3-1 | 23-25, 25-18, 25-20, 25-22       |
| 27-02              | Spes Conegliano - Villanterio     | 3-0 | 25-23, 25-18, 25-23              |
| 27-02              | Universal Modena - Bergamo        | 0-3 | 17-25, 21-25, 30-32              |
| 26-02              | Castellana Grotte - Sirio Perugia | 1-3 | 25-13, 22-25, 14-25, 22-25       |
| 27-02              | Robursport Pesaro - Busto Arsizio | 3-2 | 23-25, 27-29, 25-22, 25-22, 15-9 |

| Fjortonde omgången |                                       |     |                            |
|                    |                                       |     |                            |
| 06-03              | Bergamo - Robursport Pesaro           | 3-1 | 25-21, 19-25, 25-17, 25-17 |
| 05-03              | Sirio Perugia - Villa Cortese         | 1-3 | 21-25, 23-25, 25-22, 19-25 |
| 05-03              | Asystel - Villanterio                 | 3-1 | 23-25, 25-15, 25-13, 25-18 |
| 06-03              | Busto Arsizio - River                 | 3-1 | 25-15, 21-25, 25-14, 25-23 |
| 06-03              | Robur Tiboni Urbino - Spes Conegliano | 3-1 | 20-25, 25-15, 25-20, 25-18 |
| 06-03              | Castellana Grotte - Universal Modena  | 3-0 | 25-23, 25-16, 25-22        |

| Femtonde omgången |                                        |     |                                   |
|                   |                                        |     |                                   |
| 12-03             | River - Bergamo                        | 1-3 | 19-25, 20-25, 25-21, 22-25        |
| 13-03             | Villa Cortese - Asystel                | 3-1 | 27-25, 25-19, 12-25, 27-25        |
| 13-03             | Robursport Pesaro - Castellana Grotte  | 3-1 | 25-20, 21-25, 25-18, 25-18        |
| 13-03             | Villanterio - Sirio Perugia            | 2-3 | 21-25, 25-23, 27-25, 20-25, 7-15  |
| 13-03             | Spes Conegliano - Busto Arsizio        | 1-3 | 29-27, 17-25, 23-25, 20-25        |
| 13-03             | Universal Modena - Robur Tiboni Urbino | 3-2 | 29-27, 25-21, 19-25, 23-25, 15-10 |

| Sextonde omgången |                                         |     |                                   |
|                   |                                         |     |                                   |
| 06-04             | Robur Tiboni Urbino - Robursport Pesaro | 3-0 | 27-25, 25-14, 25-23               |
| 19-03             | Castellana Grotte - Villa Cortese       | 0-3 | 20-25, 13-25, 20-25               |
| 20-03             | Bergamo - Villanterio                   | 3-1 | 25-16, 23-25, 25-16, 25-19        |
| 20-03             | Asystel - Spes Conegliano               | 3-0 | 25-19, 25-19, 25-23               |
| 20-03             | Sirio Perugia - River                   | 3-1 | 25-22, 25-21, 23-25, 25-21        |
| 20-03             | Busto Arsizio - Universal Modena        | 3-2 | 25-17, 13-25, 22-25, 25-17, 15-12 |

| Sjuttonde omgången |                                     |     |                                  |
|                    |                                     |     |                                  |
| 26-03              | Bergamo - Sirio Perugia             | 3-1 | 20-25, 25-22, 25-14, 25-18       |
| 27-03              | Villa Cortese - Universal Modena    | 3-0 | 25-10, 25-20, 25-19              |
| 27-03              | Robursport Pesaro - Asystel         | 3-0 | 29-27, 25-21, 25-23              |
| 27-03              | Villanterio - Busto Arsizio         | 0-3 | 11-25, 16-25, 15-25              |
| 27-03              | River - Robur Tiboni Urbino         | 2-3 | 23-25, 25-19, 17-25, 25-18, 4-15 |
| 27-03              | Spes Conegliano - Castellana Grotte | 3-1 | 25-9, 25-23, 22-25, 25-22        |

| Artonde omgången |                                    |     |                                   |
|                  |                                    |     |                                   |
| 02-04            | Villa Cortese - Bergamo            | 3-2 | 25-18, 25-20, 23-25, 21-25, 15-11 |
| 31-03            | Universal Modena - Spes Conegliano | 3-0 | 25-18, 25-21, 25-19               |
| 31-03            | Asystel - Busto Arsizio            | 3-2 | 14-25, 25-21, 27-25, 17-25, 15-9  |
| 03-04            | Sirio Perugia - Robursport Pesaro  | 3-2 | 23-25, 25-21, 21-25, 25-22, 15-12 |
| 13-04            | Robur Tiboni Urbino - Villanterio  | 3-0 | 25-16, 25-23, 25-12               |
| 03-04            | Castellana Grotte - River          | 3-1 | 15-25, 25-18, 25-20, 25-23        |

| Nittonde omgången |                                     |     |                                   |
|                   |                                     |     |                                   |
| 10-04             | Robursport Pesaro - Villa Cortese   | 2-3 | 25-22, 15-25, 18-25, 25-19, 21-23 |
| 10-04             | River - Spes Conegliano             | 3-0 | 25-21, 25-19, 25-23               |
| 09-04             | Villanterio - Universal Modena      | 0-3 | 21-25, 22-25, 15-25               |
| 10-04             | Bergamo - Castellana Grotte         | 3-1 | 25-15, 23-25, 25-14, 25-20        |
| 10-04             | Sirio Perugia - Asystel             | 3-2 | 18-25, 29-27, 25-18, 23-25, 15-13 |
| 10-04             | Busto Arsizio - Robur Tiboni Urbino | 3-2 | 20-25, 20-25, 25-20, 25-17, 15-9  |

| Tjugonde omgången |                                         |     |                            |
|                   |                                         |     |                            |
| 23-04             | Robur Tiboni Urbino - Castellana Grotte | 3-0 | 25-23, 29-27, 25-20        |
| 23-04             | Villanterio - River                     | 1-3 | 19-25, 25-22, 19-25, 24-26 |
| 23-04             | Universal Modena - Robursport Pesaro    | 1-3 | 23-25, 22-25, 25-19, 19-25 |
| 23-04             | Asystel - Bergamo                       | 1-3 | 21-25, 11-25, 25-19, 19-25 |
| 23-04             | Busto Arsizio - Villa Cortese           | 3-0 | 25-18, 25-22, 25-23        |
| 23-04             | Spes Conegliano - Sirio Perugia         | 3-1 | 25-22, 25-18, 15-25, 25-11 |

| Tjugoförsta omgången |                                     |     |                                  |
|                      |                                     |     |                                  |
| 27-04                | Villa Cortese - Villanterio         | 3-1 | 25-18, 25-21, 17-25, 25-17       |
| 27-04                | Bergamo - Robur Tiboni Urbino       | 1-3 | 25-16, 18-25, 21-25, 19-25       |
| 27-04                | Castellana Grotte - Asystel         | 2-3 | 21-25, 25-22, 28-26, 16-25, 7-15 |
| 27-04                | Robursport Pesaro - Spes Conegliano | 3-1 | 23-25, 25-18, 25-17, 25-22       |
| 27-04                | Sirio Perugia - Busto Arsizio       | 3-0 | 25-18, 25-21, 25-22              |
| 27-04                | Universal Modena - River            | 3-1 | 25-16, 24-26, 25-19, 25-14       |

| Tjugoandra omgången |                                     |     |                            |
|                     |                                     |     |                            |
| 30-04               | River - Robursport Pesaro           | 0-3 | 21-25, 17-25, 15-25        |
| 30-04               | Spes Conegliano - Villa Cortese     | 0-3 | 18-25, 26-28, 13-25        |
| 30-04               | Bergamo - Busto Arsizio             | 0-3 | 17-25, 21-25, 23-25        |
| 30-04               | Robur Tiboni Urbino - Sirio Perugia | 3-0 | 26-24, 25-21, 27-25        |
| 30-04               | Asystel - Universal Modena          | 3-1 | 24-26, 25-21, 29-27, 25-20 |
| 30-04               | Villanterio - Castellana Grotte     | 0-3 | 18-25, 19-25, 15-25        |

#### Sluttabell
| Pos. | Lag                                                        | Pt | G  | V  | P  | VS | FS | Kvot  | VP    | FP    | Kvot  |
| ---- | ---------------------------------------------------------- | -- | -- | -- | -- | -- | -- | ----- | ----- | ----- | ----- |
| 1.   | Gruppo Sportivo Oratorio Pallavolo Femminile Villa Cortese | 47 | 22 | 17 | 5  | 54 | 32 | 1,687 | 1 992 | 1 837 | 1,084 |
| 2.   | Volley Bergamo                                             | 46 | 22 | 15 | 7  | 53 | 33 | 1,606 | 1 967 | 1 820 | 1,080 |
| 3.   | Robursport Volley Pesaro                                   | 46 | 22 | 14 | 8  | 53 | 31 | 1,709 | 1 919 | 1 825 | 1,051 |
| 4.   | Robur Tiboni Volley Urbino                                 | 43 | 22 | 15 | 7  | 53 | 33 | 1,606 | 1 953 | 1 805 | 1,081 |
| 5.   | Futura Volley Busto Arsizio                                | 43 | 22 | 14 | 8  | 50 | 42 | 1,190 | 1 903 | 1 724 | 1,103 |
| 6.   | Asystel Volley                                             | 40 | 22 | 13 | 9  | 49 | 37 | 1,342 | 1 970 | 1 865 | 1,056 |
| 7.   | Spes Volley Conegliano                                     | 31 | 22 | 11 | 11 | 37 | 45 | 0,822 | 1 782 | 1 846 | 0,965 |
| 8.   | Universal Volley Modena                                    | 25 | 22 | 8  | 14 | 35 | 47 | 0,744 | 1 800 | 1 821 | 0,988 |
| 9.   | Florens Volley Castellana Grotte                           | 25 | 22 | 8  | 14 | 36 | 50 | 0,720 | 1 850 | 1 954 | 0,946 |
| 10.  | Pallavolo Sirio Perugia                                    | 23 | 22 | 8  | 14 | 33 | 51 | 0,647 | 1 770 | 1 910 | 0,926 |
| 11.  | River Volley                                               | 22 | 22 | 8  | 14 | 35 | 50 | 0,700 | 1 790 | 1 933 | 0,926 |
| 12.  | Pallavolo Villanterio                                      | 5  | 22 | 1  | 21 | 19 | 64 | 0,296 | 1 622 | 1 978 | 0,820 |

      Kvalificerade för kvartsfinal i slutspelet
      Kvalificerade för åttondelsfinal i slutspelet.
      Nerflyttade till Serie A2.

### Slutspel

#### Spelschema
|  | Åttondelsfinaler | Åttondelsfinaler                 | Åttondelsfinaler | Åttondelsfinaler | Åttondelsfinaler |  |  | Kvartsfinaler | Kvartsfinaler                                              | Kvartsfinaler | Kvartsfinaler               | Kvartsfinaler |   |   | Semifinaler | Semifinaler                                                | Semifinaler | Semifinaler    | Semifinaler | Semifinaler | Semifinaler |   |   | Final | Final | Final | Final | Final | Final | Final |  |
|  |                  |                                  |                  |                  |                  |  |  |               |                                                            |               |                             |               |   |   |             |                                                            |             |                |             |             |             |   |   |       |       |       |       |       |       |       |  |
|  |                  |                                  |                  |                  |                  |  |  | 1             | Gruppo Sportivo Oratorio Pallavolo Femminile Villa Cortese | 3             | 3                           |               |   |   |             |                                                            |             |                |             |             |             |   |   |       |       |       |       |       |       |       |  |
|  | 8                | Universal Volley Modena          | 3                | 3                |                  |  |  | 8             | Universal Volley Modena                                    | 1             | 0                           |               |   |   |             |                                                            |             |                |             |             |             |   |   |       |       |       |       |       |       |       |  |
|  | 9                | Florens Volley Castellana Grotte | 2                | 0                |                  |  |  |               |                                                            |               |                             |               |   |   | 1           | Gruppo Sportivo Oratorio Pallavolo Femminile Villa Cortese | 3           | 0              | 3           | 3           |             |   |   |       |       |       |       |       |       |       |  |
|  |                  |                                  |                  |                  |                  |  |  |               |                                                            | 5             | Futura Volley Busto Arsizio | 2             | 3 | 2 | 1           |                                                            |             |                |             |             |             |   |   |       |       |       |       |       |       |       |  |
|  |                  |                                  |                  |                  |                  |  |  | 4             | Robur Tiboni Volley Urbino                                 | 2             | 0                           |               |   |   |             |                                                            |             |                |             |             |             |   |   |       |       |       |       |       |       |       |  |
|  |                  |                                  |                  |                  |                  |  |  | 5             | Futura Volley Busto Arsizio                                | 3             | 3                           |               |   |   |             |                                                            |             |                |             |             |             |   |   |       |       |       |       |       |       |       |  |
|  |                  |                                  |                  |                  |                  |  |  |               |                                                            |               |                             |               |   |   | 1           | Gruppo Sportivo Oratorio Pallavolo Femminile Villa Cortese | 1           | 3              | 0           | 3           | 1           |   |   |       |       |       |       |       |       |       |  |
|  |                  |                                  |                  |                  |                  |  |  |               |                                                            |               |                             |               |   |   |             |                                                            | 2           | Volley Bergamo | 3           | 2           | 3           | 0 | 3 |       |       |       |       |       |       |       |  |
|  |                  |                                  |                  |                  |                  |  |  | 3             | Robursport Volley Pesaro                                   | 1             | 3                           | 2             |   |   |             |                                                            |             |                |             |             |             |   |   |       |       |       |       |       |       |       |  |
|  |                  |                                  |                  |                  |                  |  |  | 6             | Asystel Volley                                             | 3             | 1                           | 3             |   |   |             |                                                            |             |                |             |             |             |   |   |       |       |       |       |       |       |       |  |
|  |                  |                                  |                  |                  |                  |  |  |               |                                                            |               |                             |               |   |   | 6           | Asystel Volley                                             | 0           | 0              | 3           | 0           |             |   |   |       |       |       |       |       |       |       |  |
|  |                  |                                  |                  |                  |                  |  |  |               |                                                            | 2             | Volley Bergamo              | 3             | 3 | 1 | 3           |                                                            |             |                |             |             |             |   |   |       |       |       |       |       |       |       |  |
|  |                  |                                  |                  |                  |                  |  |  | 2             | Volley Bergamo                                             | 3             | 3                           |               |   |   |             |                                                            |             |                |             |             |             |   |   |       |       |       |       |       |       |       |  |
|  | 7                | Spes Volley Conegliano           | 2                | 1                |                  |  |  | 10            | Pallavolo Sirio Perugia                                    | 0             | 1                           |               |   |   |             |                                                            |             |                |             |             |             |   |   |       |       |       |       |       |       |       |  |
|  | 10               | Pallavolo Sirio Perugia          | 3                | 3                |                  |  |  |               |                                                            |               |                             |               |   |   |             |                                                            |             |                |             |             |             |   |   |       |       |       |       |       |       |       |  |

#### Resultat

##### Åttondelsfinaler
| Match 1 |                                      |     |                                   |
|         |                                      |     |                                   |
| 03-05   | Spes Conegliano - Sirio Perugia      | 2-3 | 23-25, 24-26, 25-16, 25-22, 13-15 |
| 04-05   | Universal Modena - Castellana Grotte | 3-2 | 22-25, 24-26, 25-22, 25-17, 15-12 |

| Match 2 |                                      |     |                            |
|         |                                      |     |                            |
| 05-05   | Sirio Perugia - Spes Conegliano      | 3-1 | 25-21, 24-26, 25-17, 25-18 |
| 06-05   | Castellana Grotte - Universal Modena | 0-3 | 17-25, 16-25, 19-25        |

##### Kvartsfinaler
| Match 1 |                                     |     |                                   |
|         |                                     |     |                                   |
| 10-05   | Villa Cortese - Universal Modena    | 3-1 | 19-25, 25-16, 25-18, 25-17        |
| 09-05   | Robur Tiboni Urbino - Busto Arsizio | 2-3 | 31-33, 25-23, 22-25, 25-23, 12-15 |
| 10-05   | Bergamo - Sirio Perugia             | 3-0 | 25-9, 27-25, 27-25                |
| 09-05   | Robursport Pesaro - Asystel         | 1-3 | 20-25, 16-25, 25-22, 25-27        |

| Match 2 |                                     |     |                            |
|         |                                     |     |                            |
| 12-05   | Universal Modena - Villa Cortese    | 0-3 | 23-25, 16-25, 18-25        |
| 11-05   | Busto Arsizio - Robur Tiboni Urbino | 3-0 | 25-18, 25-20, 25-15        |
| 12-05   | Sirio Perugia - Bergamo             | 1-3 | 19-25, 16-25, 25-22, 24-26 |
| 11-05   | Asystel - Robursport Pesaro         | 1-3 | 25-20, 21-25, 21-25, 16-25 |

| Match 3 |                             |     |                                  |
|         |                             |     |                                  |
| 13-05   | Robursport Pesaro - Asystel | 2-3 | 22-25, 25-16, 23-25, 25-22, 9-15 |

##### Semifinaler
| Match 1 |                               |     |                                   |
|         |                               |     |                                   |
| 17-05   | Villa Cortese - Busto Arsizio | 3-2 | 21-25, 25-16, 15-25, 26-24, 24-22 |
| 18-05   | Bergamo - Asystel             | 3-0 | 25-22, 25-18, 25-21               |

| Match 2 |                               |     |                     |
|         |                               |     |                     |
| 19-05   | Villa Cortese - Busto Arsizio | 0-3 | 23-25, 21-25, 18-25 |
| 20-05   | Bergamo - Asystel             | 3-0 | 25-17, 29-27, 25-12 |

| Match 3 |                               |     |                                   |
|         |                               |     |                                   |
| 21-05   | Busto Arsizio - Villa Cortese | 2-3 | 20-25, 17-25, 25-14, 25-13, 16-14 |
| 22-05   | Asystel - Bergamo             | 3-1 | 25-23, 16-25, 25-19, 25-22        |

| Match 4 |                               |     |                            |
|         |                               |     |                            |
| 23-05   | Busto Arsizio - Villa Cortese | 1-3 | 29-27, 21-25, 22-25, 20-25 |
| 24-05   | Asystel - Bergamo             | 0-3 | 20-25, 25-27, 20-25        |

##### Final
| Match 1 |                         |     |                            |
|         |                         |     |                            |
| 29-05   | Villa Cortese - Bergamo | 1-3 | 20-25, 21-25, 25-18, 17-25 |

| Match 2 |                         |     |                                   |
|         |                         |     |                                   |
| 31-05   | Villa Cortese - Bergamo | 3-2 | 24-26, 25-27, 25-20, 25-17, 15-13 |

| Match 3 |                         |     |                     |
|         |                         |     |                     |
| 02-06   | Bergamo - Villa Cortese | 3-0 | 25-21, 25-20, 32-30 |

| Match 4 |                         |     |                     |
|         |                         |     |                     |
| 04-06   | Bergamo - Villa Cortese | 0-3 | 18-25, 18-25, 26-28 |

| Match 5 |                         |     |                            |
|         |                         |     |                            |
| 06-06   | Villa Cortese - Bergamo | 1-3 | 25-19, 22-25, 24-26, 20-25 |

## Resultat för deltagande i andra turneringar
| Lag                                                        | Turnering                    |
| ---------------------------------------------------------- | ---------------------------- |
| Volley Bergamo                                             | CEV Champions League 2011-12 |
| Robursport Volley Pesaro                                   | CEV Champions League 2011-12 |
| Gruppo Sportivo Oratorio Pallavolo Femminile Villa Cortese | CEV Champions League 2011-12 |
| Futura Volley Busto Arsizio                                | CEV Cup 2011-12              |
| Robur Tiboni Volley Urbino                                 | CEV Cup 2011-12              |
| River Volley                                               | Serie A2 2011-12             |
| Pallavolo Villanterio                                      | Serie A2 2011-12             |

## Statistik
| Vunna poäng | Vunna poäng          | Vunna poäng | Vunna poäng                                                |
| Pos.        | Namn                 | Poäng       | Lag                                                        |
| ----------- | -------------------- | ----------- | ---------------------------------------------------------- |
| 1           | Katarina Barun       | 416         | Asystel Volley                                             |
| 2           | Annamaria Quaranta   | 369         | Pallavolo Sirio Perugia                                    |
| 3           | Monica Ravetta       | 360         | Florens Volley Castellana Grotte                           |
| 4           | Senna Ušić           | 357         | Robursport Volley Pesaro                                   |
| 5           | Áurea Cruz           | 356         | Gruppo Sportivo Oratorio Pallavolo Femminile Villa Cortese |
| 6           | Carmen Țurlea        | 351         | Spes Volley Conegliano                                     |
| 6           | Tereza Matuszková    | 351         | Universal Volley Modena                                    |
| 8           | Valdonė Petrauskaitė | 342         | Robur Tiboni Volley Urbino                                 |
| 9           | Aneta Havlíčková     | 337         | Futura Volley Busto Arsizio                                |
| 10          | Manon Flier          | 315         | Robursport Volley Pesaro                                   |

| Vunna attacker | Vunna attacker       | Vunna attacker | Vunna attacker                                             |
| Pos.           | Namn                 | Poäng          | Lag                                                        |
| -------------- | -------------------- | -------------- | ---------------------------------------------------------- |
| 1              | Katarina Barun       | 359            | Asystel Volley                                             |
| 2              | Carmen Țurlea        | 323            | Spes Volley Conegliano                                     |
| 2              | Annamaria Quaranta   | 323            | Pallavolo Sirio Perugia                                    |
| 4              | Áurea Cruz           | 315            | Gruppo Sportivo Oratorio Pallavolo Femminile Villa Cortese |
| 5              | Senna Ušić           | 305            | Robursport Volley Pesaro                                   |
| 6              | Tereza Matuszková    | 301            | Universal Volley Modena                                    |
| 7              | Aneta Havlíčková     | 292            | Futura Volley Busto Arsizio                                |
| 7              | Monica Ravetta       | 292            | Florens Volley Castellana Grotte                           |
| 9              | Valdonė Petrauskaitė | 290            | Robur Tiboni Volley Urbino                                 |
| 10             | Manon Flier          | 281            | Robursport Volley Pesaro                                   |

| Vunna block | Vunna block          | Vunna block | Vunna block                                                |
| Pos.        | Namn                 | Poäng       | Lag                                                        |
| ----------- | -------------------- | ----------- | ---------------------------------------------------------- |
| 1           | Laura Nicolini       | 73          | River Volley                                               |
| 2           | Chiara Dall'Ora      | 71          | River Volley                                               |
| 3           | Sara Anzanello       | 69          | Gruppo Sportivo Oratorio Pallavolo Femminile Villa Cortese |
| 3           | Iuliana Nucu         | 69          | Volley Bergamo                                             |
| 5           | Valentina Arrighetti | 64          | Volley Bergamo                                             |
| 6           | Makare Desilets      | 63          | Robur Tiboni Volley Urbino                                 |
| 7           | Dragana Marinković   | 62          | Spes Volley Conegliano                                     |
| 8           | Ilaria Garzaro       | 58          | Robur Tiboni Volley Urbino                                 |
| 9           | Stefana Veljković    | 56          | Asystel Volley                                             |
| 10          | Paola Paggi          | 53          | Universal Volley Modena                                    |

| Serveess | Serveess           | Serveess | Serveess                         |
| Pos.     | Namn               | Poäng    | Lag                              |
| -------- | ------------------ | -------- | -------------------------------- |
| 1        | Floortje Meijners  | 29       | Futura Volley Busto Arsizio      |
| 2        | Monica Ravetta     | 27       | Florens Volley Castellana Grotte |
| 3        | Tereza Matuszková  | 24       | Universal Volley Modena          |
| 3        | Katarina Barun     | 24       | Asystel Volley                   |
| 5        | Natalia Brussa     | 22       | River Volley                     |
| 6        | Manon Flier        | 20       | Robursport Volley Pesaro         |
| 7        | Helena Havelková   | 17       | Futura Volley Busto Arsizio      |
| 7        | Annamaria Quaranta | 17       | Pallavolo Sirio Perugia          |
| 9        | Stefania Corna     | 18       | Pallavolo Villanterio            |
| 9        | Milagros Moy       | 18       | Florens Volley Castellana Grotte |

| Perfekta mottagningar | Perfekta mottagningar | Perfekta mottagningar | Perfekta mottagningar                                      |
| Pos.                  | Namn                  | Poäng                 | Lag                                                        |
| --------------------- | --------------------- | --------------------- | ---------------------------------------------------------- |
| 1                     | Áurea Cruz            | 360                   | Gruppo Sportivo Oratorio Pallavolo Femminile Villa Cortese |
| 2                     | Valdonė Petrauskaitė  | 337                   | Robur Tiboni Volley Urbino                                 |
| 3                     | Luna Carocci          | 316                   | Futura Volley Busto Arsizio                                |
| 4                     | Giulia Leonardi       | 295                   | Robur Tiboni Volley Urbino                                 |
| 5                     | Chiara Di Iulio       | 285                   | Robur Tiboni Volley Urbino                                 |
| 6                     | Francesca Marcon      | 276                   | Futura Volley Busto Arsizio                                |
| 7                     | Senna Ušić            | 272                   | Robursport Volley Pesaro                                   |
| 8                     | Immacolata Sirressi   | 271                   | Florens Volley Castellana Grotte                           |
| 9                     | Sara Paris            | 270                   | Universal Volley Modena                                    |
| 10                    | Dobriana Rabadžieva   | 264                   | Spes Volley Conegliano                                     |
| 10                    | Chiara Arcangeli      | 264                   | Pallavolo Sirio Perugia                                    |

OBS: Uppgifterna gäller enbart grundserien